# Matthias Haunholder
Matthias Haunholder (* 28. Dezember 1979 in Walchsee, Österreich) ist ein österreichischer Skisportler, der für den Wintersportverein Walchsee fährt.
Haunholder gewann 2008 die Freeride World Qualifier Tour. 2009 konnte er als erster deutschsprachiger Skifahrer den Freeride World Tour Stop in Tignes gewinnen.

## Biografie
Haunholder absolvierte eine Ausbildung zum staatlich geprüften Skilehrer und Skiführer und schloss 2007 sein Sportstudium an der Universität Innsbruck ab. Anschließend wandte er sich den Wettbewerben in der Disziplin Freeride zu. Neben seinen Erfolgen bei der Freeride World Tour wie dem 3. Platz beim Fieberbrunn Event 2011 widmet sich Haunholder seit 2008 als Athlet und Produzent den Freeride-, Abenteuer- und Extremsportfilmen. Für spektakuläre Skifilmaufnahmen bereist Matthias Haunholder entlegene und faszinierende Berge, um diese mit Skiern zu befahren.

## Filme
- 2008: Snow in Georgia
- 2008: Fire and Ice
- 2009: Aestivation II
- 2009: Made in Austria
- 2010: Up and Down
- 2011: A history of snow
- 2012: Freeride Deluxe
- 2012: Another day in Paradise
- 2013: Aotearoa
- 2013: Far Away
- 2014: Enabled
- 2014: The List
- 2015: Onekotan

## Erfolge
- 2008: 1. Platz Freeride World Qualifier Tour
- 2008: 3. Platz Engadinsnow St. Moritz
- 2009: 1. Platz Freeride World Tour Tignes
- 2009: 2. Platz Freeride World Qualifier Fieberbrunn
- 2009: 4. Platz Freeride World Tour Weltrangliste
- 2010: 1. Platz Freeride World Qualifier Fieberbrunn
- 2011: 3. Platz Freeride World Tour Fieberbrunn
- 2014: 4. Platz Engadinsnow Team Invitational